# بيل شامبرز (لاعب كرة قاعدة)
بيل شامبرز (بالإنجليزية: Bill Chambers) هو لاعب كرة قاعدة أمريكي، ولد في 5 سبتمبر 1888 في كاميرون في الولايات المتحدة، وتوفي في 27 مارس 1962 في فورت واين في الولايات المتحدة.

## وصلات خارجية
- بيل شامبرز على موقعبيزبول رفرنس.كوم (الدوري الرئيسي) (الإنجليزية)
- بيل شامبرز على موقعبيزبول رفرنس.كوم (الدوري الثانوي) (الإنجليزية)